# 3 grosze polskie (1817–1818)
3 grosze polskie (1817–1818) – moneta trzygroszowa Królestwa Kongresowego okresu autonomii, wprowadzona ukazem cara Aleksandra I z 1 grudnia 1815 r., bita w miedzi w latach 1817 i 1818, według systemu monetarnego opartego na grzywnie kolońskiej. Moneta nie miała otoku i dlatego w 1819 r. została zastąpiona trzygroszówką o zmniejszonej średnicy, z otokiem. Wycofano ją z obiegu w lutym 1851 r.

## Awers
W centralnej części umieszczono średni herb Królestwa Kongresowego, tzn. orła rosyjsko-polskiego – dwugłowy orzeł z trzema koronami, w prawej łapie trzyma miecz i berło, w lewej jabłko królewskie, na piersi, na tle gronostajowego płaszcza, tarcza herbowa z polskim orłem. Na dole, po obu stronach ogona orła, znajduje się znak intendenta mennicy w Warszawie – I.B. (Jakuba Benika).

## Rewers
Na tej stronie umieszczono nominał „3", pod nim napis „GROSZE”, poniżej „POLSKIE”, a pod nim rok bicia: 1817 albo 1818.

## Opis
Monetę bito w mennicy w Warszawie, w miedzi, na krążku o średnicy 26 mm, masie 8,57 grama, z rantem skośnie ząbkowanym, bez otoku na awersie i rewersie. Według sprawozdań mennicy w latach 1817 i 1818 w obieg wypuszczono ok. 1 000 000 sztuk. Dokładniejsze podanie nakładu jest niemożliwe, ponieważ dość częstą praktyką mennicy w tamtych latach było wpuszczanie w obieg w danym roku monet bitych w latach poprzedzających.
Stopień rzadkości poszczególnych roczników przedstawiono w tabeli:
| Rocznik               | Stopień rzadkości | Szacowana liczba egzemplarzy | Zdjęcie |
| --------------------- | ----------------- | ---------------------------- | ------- |
| 3 grosze polskie 1817 | R                 | 80 001–400 000               |         |
| 3 grosze polskie 1818 | R3                | 601–3000                     |         |

Moneta w wersji obiegowej była bita w latach panowania Aleksandra I, więc w numizmatyce rosyjskiej zaliczana jest do kategorii monet tego cara.
Trzygroszówka była bita na starych automatach menniczych, które rozpoczęły swoją pracę jeszcze w czasach Rzeczypospolitej Obojga Narodów. Maszyny te nie pozwalały na emisję monet z wystającym powyżej rysunków awersu i rewersu obrzeżem (zwanym otokiem), mającym zmniejszać tempo ścierania się rysunków egzemplarzy uczestniczących w codziennym obrocie pieniężnym. W odpowiedzi na pismo Namiestnika Królestwa Polskiego z 9 kwietnia 1818 r. zawierające prośbę o wyrażenie zgody na:
- bicie monet z napisem „z miedzi krajowej” oraz
- srebrnych 10-złotówek, które nie były wymienione w akcie prawnym z 1 grudnia 1815 r.,

król-cesarz Aleksander I wyraził zgodę, warunkując ją spełnieniem przez Mennicę Królewską w Warszawie bicia ich „w formie cylindrycznej, z wykonaniem obrzeża monet prostopadłego do płaszczyzny krążka”. W celu wypełnienia wymagania narzuconego przez administrację petersburską koniecznym było sprowadzenie ze stolicy Cesarstwa Rosyjskiego parowych maszyn menniczych, które postanowiono zainstalować w nowo budowanym gmachu mennicy. Pojawienie się w 1819 r. różnych nominałów z otokiem wiązało się z uruchomieniem petersburskich automatów. Monety z otokiem i prostopadle ząbkowanym rantem z 1818 r. miały charakter próbny i były bardzo nieliczne. Na przełomie XX i XXI w. znane są egzemplarze 3-groszówek z datą roczną 1818 wybitych z otokiem, co do których autorzy katalogów nie są zgodni czy powinny mieć status monet próbnych, czy ewentualnie nowego bicia.

## Nowe bicie
Dla obydwu roczników istnieją monety nowego bicia z 1857 r. z mennicy w Warszawie, przy czym rocznik 1818 może mieć na awersie orła z krótszym ogonem albo z dłuższym. Znane są również monety nowego bicia warszawskiego roczników, które jako obiegowe nie występują:
- 1815 z rantem ząbkowanym lub skośnie ząbkowanym,
- 1816 z rantem ząbkowanym.

Istnieją monety nowego bicia z 1869 r. z mennicy w Petersburgu dla nieobiegowego rocznika 1815.